# Aparaphysaria aparaphysata
Aparaphysaria aparaphysata är en svampart som först beskrevs av Speg., och fick sitt nu gällande namn av Korf 1971. Aparaphysaria aparaphysata ingår i släktet Aparaphysaria och familjen Pyronemataceae.   Inga underarter finns listade i Catalogue of Life.